# Публий Септимий Гета
Публий (Луций) Септимий Гета (на латински: Publius Septimius Geta, 7 март 189 – 19 декември 211) е римски император, заедно с баща си Септимий Север и по-големия си брат Каракала в периода 209 – 211 г.
Роден няколко години след брат си, докато Септимий Север бил още провинциален чиновник, Гета също бил предопределен за наследник не без инициативата на майка си, но той бил винаги на заден план след Каракала. От ранни години между двамата братя съществувала вражда, която по-късно добила драматичен облик и станала причина за убийството на Гета от собствения му брат.
Съществуващото съперничество и взаимна неприязън между Каракала и Гета нараснала след като Септимий Север споделил със сина си властта на августите (209) и така го изравнил по ранг с брат му (Гета бил дотогава само цезар). За пред обществото императора бил изградил образа на сплотено и щастливо семейство, но въпреки това постоянно лъсвали дрязгите в него, които Север напразно се опитвал да заличи.
Тримата съвладетели водили заедно похода в Британия, където след смъртта на бащата (февруари 211) братята наследили заедно властта над Римската държава. Двамата прекратили войната възможно най-бързо и се върнали в Рим като минали по различни пътища и празнували два отделни триумфа. По пътя всеки се опитвал да подкупи готвачите да отровят храната на другия и изпращал съгледвачи и убийци, но никой не успявал да убие другия поради силната охрана. Каракала и Гета разделили дори двореца на Палатин и въпреки опитите на Юлия Домна да ги вразуми обмисляли разделение на цялата империя.
Славата на Гета като внимателен и щедър младеж дразнела брат му, който бил зле известен с лошия си темперамент и грубите си обноски. Докато Каракала се стремял да спечели армията, Гета бил по-популярен сред народа и Сената благодарение на съвестното и милостиво отношение, което демонстрирал към хората. Водел изтънчен начин на живот, но се стремял да бъде пестелив в държавните финанси, за което не си спечелил мнозинството от войниците. Трудно е да се каже доколко личността на Гета има общо с образа, който притежавал, несъмнено засилил се след смъртта му, като антипод на злонравния си брат.
Когато след поредната свада между двамата Юлия Домна ги извикала при себе се в опит да ги помири, Каракала извадил меч и пронизал Гета, който издъхнал в прегръдките на майка си. Убиецът се постарал да докаже на околните, че е бил нападнат и се е защитавал, но не успял да убеди никого. Отначало проклел спомена за брат си (Damnatio memoriae), но после го обожествил, за да омаловажи престъплението си.

## Галерия
- Главата на младия Гета, Глиптотеката, Мюнхен
- Денарий на Гета
- Ауреус с образите на Юлия Домна и нейните синове Каракала и Гета